# Lucius Caesar
Lucius Iulius Caesar (mezi 14. červnem a 15. červencem 17 př. n. l. – 20. srpna 2 n. l., Massilia) byl prostřední syn Marka Vipsania Agrippy a Iulie starší, dcery císaře Augusta. Jeho bratry byli Gaius Caesar a Agrippa Postumus.

## Život
Lucia ihned po narození adoptoval spolu s bratrem Gaiem císař Augustus, který sám neměl mužského dědice. Jeho vychovatelem se stal známý gramatik Marcus Verrius Flaccus. V roce 2 př. n. l. přijal Lucius tógu (toga virilis) a obdržel titul předák mládeže (princeps iuventutis); zároveň ho zasnoubili s Aemilií Lepidou. Mladík, který patřil k možným Augustovým následníkům, měl převzít nejvýznamnější římské úřady, avšak dříve než k tomu došlo, zemřel na cestě do Hispánie roku 2 n. l. na nemoc. Někteří antičtí autoři podezřívají Augustovu manželku Livii, že měla v jeho úmrtí prsty. Pohřben byl v Augustově mauzoleu.